# Bee Gees
Bee Gees je pop skupina, ustvarjena leta 1958. 
Delovali so v času 70-tih in 80-tih. Skupino so sestavljali trije bratje Barry, Robin in Maurice Gibb.
Skupina je osvojila pet glasbenih nagrad grammy.